# El Hijo del Santo
Jorge Guzmán, plus connu sous le nom de El Hijo del Santo est un catcheur mexicain retraité,né le 2 août 1963 à Mexico. 
Comme son pseudonyme l'indique, il est le fils de la légende de la Lucha Libre, El Santo, dont il a gardé le même masque et costume. Bien qu'il n'atteindra jamais le statut d'icône culturelle et populaire de son père, il a toujours été un meilleur technicien du ring que lui. Il est considéré comme étant un des plus grands noms de la lucha libre.

## Jeunesse
Jorge Guzmán est le fils du catcheur Rodolfo Guzmán Huerta connu sous le nom de ring de El Santo. Il a quatre frères et cinq sœurs et il est le dernier de la fratrie. En plus de son père, trois de ses oncles sont catcheurs.

## Palmarès

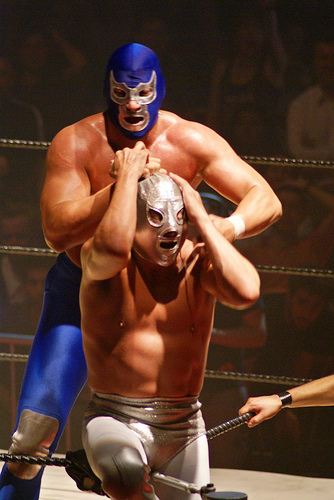
El Hijo De Santo (en argent) vs Blue Demon Jr. (en bleu).

- Asistencia Asesoría y Administración
  - AAA/IWC/PNW World Tag Team Championship (1 fois) avec Octagón

- Comisión de Box y Lucha Libre Mexico D.F.
  - Mexico National Middleweight Championship (1 fois)
  - Mexico National Trios Championship (1 fois avec Super Muñeco & Ángel Azteca)

- Consejo Mundial de Lucha Libre
  - CMLL World Tag Team Championship (2 fois) avec Negro Casas

- Pro Wrestling Illustrated
  - Classé 63e des 500 meilleurs catcheurs depuis la création de PWI.

- Universal Wrestling Association
  - UWA Welterweight Championship (2 fois)
  - UWA World Lightweight Championship (3 fois)

- World Wrestling Association
  - WWA World Tag Team Championship (1 fois) avec Perro Aguayo, Jr.
  - WWA World Welterweight Championship (7 fois)

- Wrestling Observer Newsletter Awards
  - Rivalité de l'année en 1994 avec Octagón contre Eddie Guerrero et Art Barr
  - 5 Star Match: avec Octagón vs. Eddie Guerrero et Art Barr le 6 novembre 1994
  - Membre du Wrestling Observer Hall of Fame depuis 1997